# クリシャンスタード
クリシャンスタード（スウェーデン語: Kristianstad [krɪˈɧǎnːsta, -ɑːd] クリヒャンスタ）はスウェーデンの都市。スコーネ県クリシャンスタードの中心地。クリスチャンスタードとも表記されることがある。中心部の人口は約3万1千人（2000年）。

## 地勢・産業
バルト海沿岸の港湾都市。食品工業が発展しており、農産物の集散地としての役割を果たしている。近隣の都市としては、約85キロ南西にスウェーデン第3の都市マルメがある。海抜はわずか2.4メートル程度。
付近のヘルゲ川流域一帯には湿地、湖、ヨシ原、低木林、草原、湿潤森林、河畔林があり、ヒシクイ、クロヅルなどが生息している。過去にはオオフトイが生えたが、現在は洪水やハイイロガン、ウシの採食により消失しており、ヨシも減っていく。一方、ヨーロッパオオナマズの再導入が行われる。ヘルゲ川下流部は1974年にラムサール条約登録地となった。また、ヘルゲ川下流部および付近のハノ湾の沿岸は2005年にユネスコの生物圏保護区に指定された。

## 歴史
1614年、デンマーク王クリスチャン4世によって建設された。街の名称も彼にちなんだものである。北方戦争（デンマーク・スウェーデン間の戦争）の結果、1658年にロスキレ条約が成立し、スコーネ地方がデンマーク領からスウェーデン領へ移動した。この際に、クリシャンスタードもスウェーデン領となった。19世紀末、鉄道が敷設されたことにともない、工業化も進んだ。
行政の面では、1719年に成立したクリシャンスタード県の県庁所在地であった。クリシャンスタード県は1996年末まで存続し、その後、隣県のマルメヒュース県と合併して現在のスコーネ県が成立した。これに伴い、クリシャンスタードもスコーネ県所属の自治体となった。ちなみにスコーネ県の県庁所在地は、旧マルメヒュース県県庁所在地のマルメとなった。

## 姉妹都市
- エスポー、フィンランド

## ギャラリー

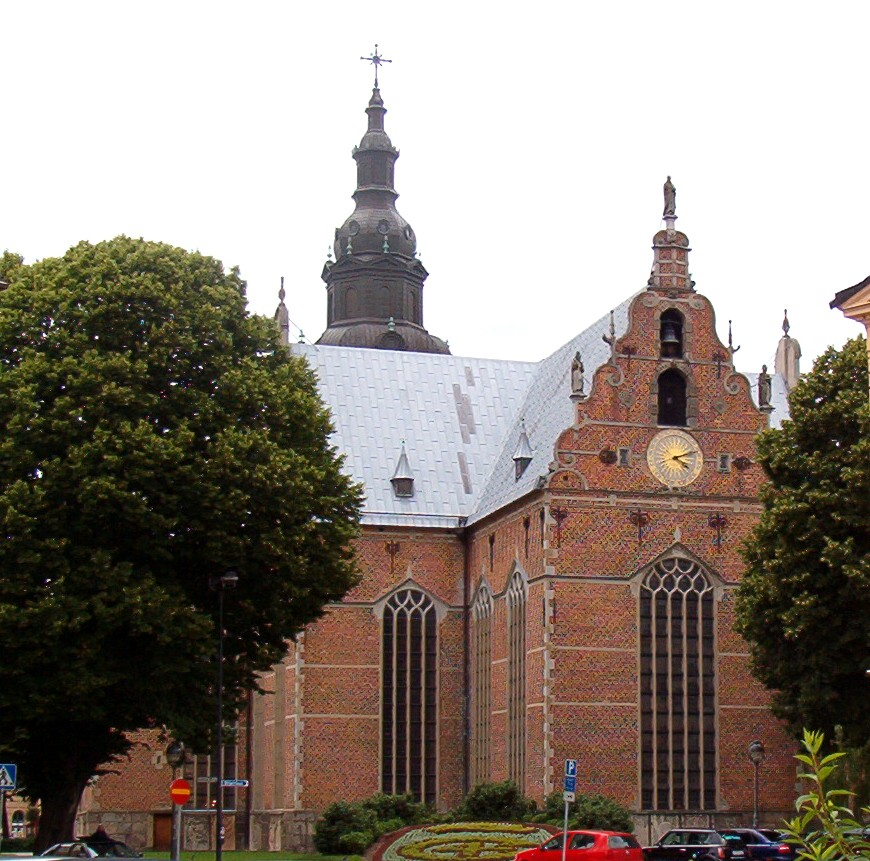
三位一体教会
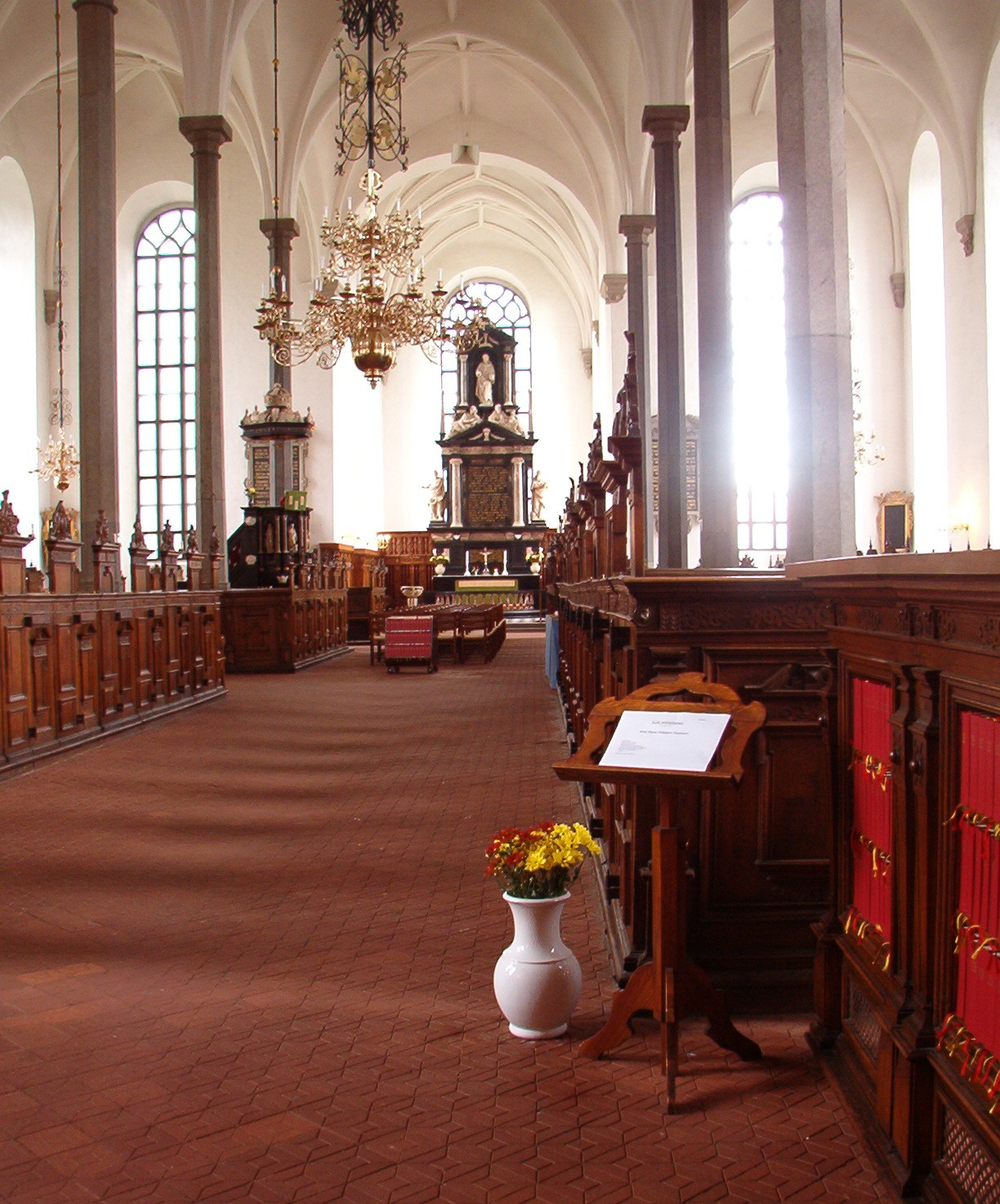
三位一体教会（内部）
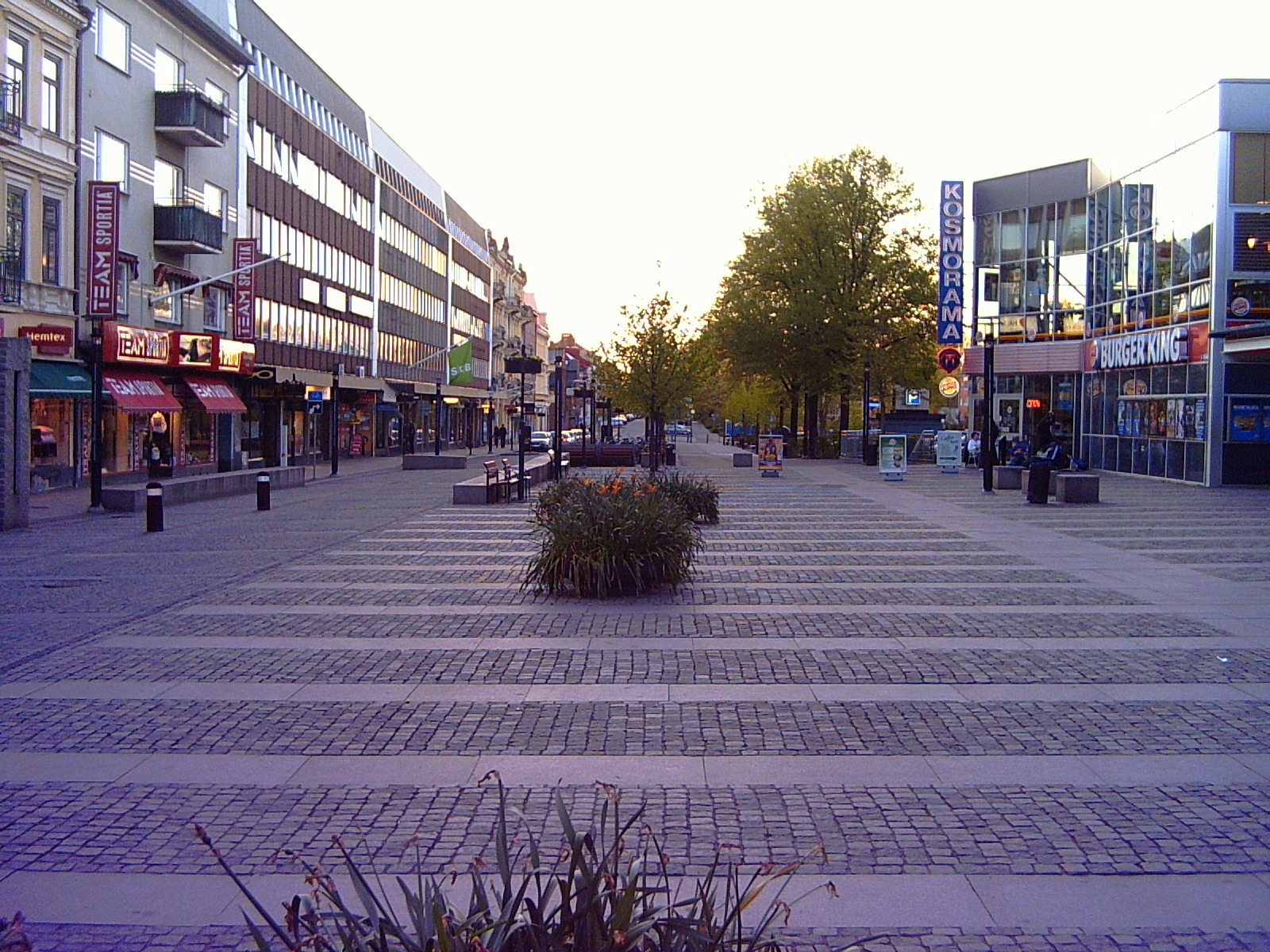
街の中心